# Навуходоносор IV
Навуходоно́сор IV (Набу́-куду́рри-у́цур (IV), аккад. p,dNabû-kudurri-ușur, букв. «Набу первенца храни»; в Бехистунской надписи — Араха) — руководитель антиперсидского восстания в Вавилонии в 521 г. до н. э., царь Вавилона.

## Происхождение
Вопрос о личности Навуходоносора IV остаётся открытым. Бехистунская надпись в персидском и эламском варианте называет Араху «армянином», в аккадском — «урартом»; существуют также версии, что Навуходоносор — собственное имя предводителя и что он был вавилонянином.
Согласно одной из точек зрения, Араха был армянином. Ещё Ф. Г. Вайсбахом было выдвинуто предположение о том, что Араха изначально принимал участие в случившимся незадолго до того восстании армян, после его подавления бежал в Вавилон и возглавил там новый мятеж против Дария. Этой же точки зрения придерживаются и некоторые армянские иcследователи; по мнению М. А. Дандамаев указанные предположения являются необоснованными. Г. А. Капанцян считает, что Араха был персидским наместником в Вавилоне и, когда армяне восстали против Дария, решил оказать поддержку своим единоплеменникам. Однако, как отмечает Дандамаев М. А., эти предположения не подтверждаются клинописными источниками, а также факт, что сатрапом Вавилонии являлся армянин, а не перс или мидиец, представляется, по его мнению, совершенно невероятным. М. А. Дандамаев отмечает, что на Бехистунском рельефе в изображение Арахи присутствуют типичные для армян антропологические черты. Между тем, как отмечает энциклопедия «Ираника», несмотря на то что Бехистунская надпись содержит древнешйшие известные письменные отсылки к области Армина, касательно самой армянской народности в ахеменидскую эпоху практически нет никаких сведений, а упомянутые «армянские» именая, включая Араху, не находят соответствий в собственно армянском лингвистическом материале.
Согласно другой точке зрения, представленной в частности в современной энциклопедии «Ираника», имя «Араха» может иметь урартское происхождение. Ещё И. М. Дьяконов указывал, что имя Халдиты, отца Арахи, является теофорным, образованным от имени урартского бога Халди и полагает, что Араха был урартом, имя его отца следует переводить как «Халди велик», а «армянином» он назван просто как житель страны Армении. По мнению В. В. Струве, Араха, названный термином «армянин», который для VI века до н. э. Струве считает этногеографическим, был выходцем из рода почитавшего урартского бога Халда, о чем свидетельствует имя его отца «Халдита». Согласно энциклопедии «Ираника», в персидской и эламской версиях Бехистунской надписи Араха назван армянином, но в вавилонской версии — урартом. Имя его отца Халдиты созвучно с именем главного бога урартского пантеона, поэтому его называли армянином, вероятно, из-за происхождения. При этом, согласно данными «Ираники», речь не идет об этнических армянах, поскольку даже сам этот этноним в Бехистунской надписи, равно как и другие имена собственные, связанные с восстанием в Армине (Араха, Халдита и Дадаршиш, топонимы Зузахия, Тигра, Уяма, область Аутиара) не имеют соответствий в армянском лингвистическом и ономастическом материале последующего времени и по всей видимости связаны с урартским языком..
Некоторые исследователи указывают на связь Навуходоносора IV с Навуходоносором Книги Юдифь. По мнению К. Шедль, Араха — не собственное имя, а армянский титул со значением «царевич». Настоящее имя Арахи, по Шедлю, было Навуходоносор, он являлся сыном свергнутого Набонида и отправился в Вавилон, чтобы заявить претензии на престол своего отца. О существовании точки зрения, что Араха (Арха) это на самом деле не имя правителя, а название его титула на армянском языке (от арм. արքա [арка] — царь) указывает и американский историк Джеймс Рассел. М. А. Дандамаев указывает на ненадёжность соотнесений Навуходоносора IV с персонажем из источника селевкидского времени. С другой стороны, имя «Араха» неоднократно встречается в вавилонских клинописных документах, что свидетельствует о его распространённости в Месопотамии.

## Восстание в Вавилонии
Вавилония вошла в состав Персидской державы на правах личной унии, сохранив определённую автономию. Усиление гнёта налогов и повинностей привело к росту недовольства в среде местного населения. В 522 г. до н. э. в Вавилонии вспыхнуло восстание во главе которого встал предводитель, принявший имя «Навуходоносор (III)». Несмотря на подавление мятежа Дарием I, напряженность сохранялась и в 521 г. до н. э. вспыхнуло новое восстание.
Согласно Бехистунской надписи, некий Араха, сын Халдиты, выдавая себя за Навуходоносора (IV), сына Набонида, поднял восстание в Вавилонии. В персидском и эламском варианте надписи он назван армянином, в аккадском — урартом. Обстоятельства начала восстания неясны: в персидском варианте (III, 83 и сл.) говорится, что Араха объявился в некоей области Дубала, где он якобы обманывал народ, после чего последний перешёл на сторону Арахи. В эламском варианте Дубала названа городом в Вавилонии. Наконец, в аккадском варианте говорится, что Араха восстал в Уре. К. Галлинг высказал предположение, что в восстаниях в Вавилонии 522 и 521 гг. до н. э. участвовало лишь войско. М. А. Дандамаев указывает на сомнительность такого сценария, поскольку местного войска в Вавилонии к тому времени уже не было, а мятеж персидских гарнизонов во враждебном окружении маловероятен.
Начиная с 16 августа 521 г. вавилонские документы датированы первым годом царствования Навуходоносора (IV); предположительно, ему удалось захватить всю страну, как об этом свидетельствуют контракты из Вавилона, Сиппара и Борсиппы на севере и Урука на юге. Согласно аккадскому варианту, Арахе удалось собрать войско численностью 2497 человек. На подавление восстания направилась армия под командованием Интаферна. 27 ноября 521 г. состоялось сражение, в результате которого войско мятежников было разгромлено. Впоследствии, Навуходоносор IV и его ближайшие сторонники были посажены на кол в Вавилоне.